# ألبرت سميث (لاعب كريكت)
ألبرت سميث (1863 في المملكة المتحدة - ) (بالإنجليزية: Albert Smith)‏ هو لاعب كريكت بريطاني. لعب مع Cheshire County Cricket Club ‏.